# The Children Act (película)
The Children Act (El veredicto: la ley del menor) es una película de drama de 2017, dirigida por Richard Eyre, producida por Duncan Kenworthy, y escrita por Ian McEwan, basada en su novela homónima de 2014. Está protagonizada por Emma Thompson, Stanley Tucci y Fionn Whitehead. El estreno mundial de la película fue en el Festival Internacional de Cine de Toronto de 2017, el 9 de septiembre. En el Reino Unido fue estrenada por Entertainment One el 24 de agosto de 2018, y en Estados Unidos a través de DirecTV Cinema el 16 de agosto de 2018, antes de ser presentada por A24, en un estreno limitado, el 14 de septiembre de 2018.

## Reparto
- Emma Thompson como Fiona Maye.
- Stanley Tucci como Jack.
- Fionn Whitehead como Adam Henry.
- Ben Chaplin como Kevin Henry.
- Eileen Walsh como Naomi Henry.
- Anthony Calf como Mark Berner.
- Jason Watkins como Nigel Pauling.
- Dominic Carter como Roger.
- Dywayne Thomas como Legal Type.
- Radhika Aggarwal como Emy.
- Rosie Cavaliero como Marina Green.

## Producción
El 29 de agosto de 2016 se informó de que Emma Thompson estaba en negociaciones para protagonizar la adaptación de la novela de Ian McEwan, The Children Act, dirigida por Richard Eyre y producida por Duncan Kenworthy. El 3 de octubre de 2016, Stanley Tucci y Fionn Whitehead se unieron al reparto. La producción comenzó en Londres en octubre de 2016, y el 8 de diciembre se informó de que ésta había concluido.

## Estreno
El estreno mundial fue en el Festival Internacional de Cine de Toronto el 9 de septiembre de 2017. Poco tiempo después, A24 y DirecTV Cinema adquirieron los derechos de distribución.
La película fue estrenada en el Reino Unido, el 24 de agosto de 2018, por Entertainment One. y en Estados Unidos a través de DirecTV Cinema el 16 de agosto de 2018, antes de un estreno limitado el 14 de septiembre de 2018.

## Recepción
The Children Act ha recibido reseñas generalmente positivas de parte de la crítica y de la audiencia. En Rotten Tomatoes, la película posee una aprobación de 74%, basada en 112 reseñas, con una calificación de 6.7/10, mientras que de parte de la audiencia tiene una aprobación de 62%, basada en más de 500 votos, con una calificación de 3.5/10.
El sitio web Metacritic le ha dado a la película una puntuación de 62 de 100, basada en 28 reseñas, indicando "reseñas generalmente favorables". En el sitio IMDb los usuarios le han dado una calificación de 6.7/10, sobre la base de 13 661 votos. En la página FilmAffinity la cinta tiene una calificación de 6.1/10, basada en 2319 votos.